# Колоња Спјађа (Терамо)
Колоња Спјађа (итал. Cologna Spiaggia) је насеље у Италији у округу Терамо, региону Абруцо.
Према процени из 2011. у насељу је живело 2965 становника. Насеље се налази на надморској висини од 4 м.